# San Esteban del Molar
San Esteban del Molar település Spanyolországban,  Zamora tartományban. San Esteban del Molar Castrogonzalo, Revellinos, Vidayanes és Villalobos községekkel határos. Lakosainak száma 109 fő (2024).

## Népesség
A település népessége az utóbbi években az alábbiak szerint változott:
| Lakosok száma | 183  | 168  | 166  | 151  | 155  | 137  | 128  | 128  | 108  | 109  |
|               | 2001 | 2004 | 2007 | 2009 | 2012 | 2014 | 2017 | 2019 | 2022 | 2024 |